# Circonscription de Lumamie
La circonscription de Lumamie est une des 135 circonscriptions législatives de l'État fédéré Amhara, elle se situe dans la Zone Est Godjam. Son représentant actuel est Yetayesh Abedj Gelaye.